# (66207) Carpi
(66207) Carpi (1999 CB1) – planetoida z pasa głównego asteroid okrążająca Słońce w ciągu 5,15 lat w średniej odległości 2,98 j.a. Odkryta 6 lutego 1999 roku.